# Aziz Khalouta
Aziz Khalouta, né le 8 août 1989 à Fès au Maroc, est un footballeur néerlando-marocain évoluant au poste d'attaquant.

## Biographie
Aziz Khalouta commence sa carrière professionnelle au Fortuna Sittard en D2 néerlandaise. Il est transféré en 2014 au VVV Venlo, disputant une saison en jouant 34 matchs et marquant 10 buts. Malgré des prestations phénoménales, il est viré du club à la suite d'une bagarre violente contre son coéquipier Melvin Platje dans les vestiaires. Il quitte pour la première fois les Pays-Bas pour une saison en D1 roumaine, ayant eu droit à seulement quatre matchs sous le maillot du Pandurii Târgu Jiu. Il retourne pour une demi-saison au FC Den Bosch, dispute une autre saison au Fortuna Sittard, club dans lequel il est de nouveau l'auteur d'une violente altercation avec son entraîneur Sunday Oliseh. Quelques années plus tard, Aziz Khalouta explique que l'altercation serait due à l'origine de paroles provocantes anti-marocaines subies par son entraîneur. 
Il met un terme à sa carrière dans son pays d'origine au Maroc jouant une saison complète en Botola Pro sous les couleurs nordiques du Moghreb Athlétic de Tétouan. Lors d'un match de championnat décisif et mouvementé contre le Chabab Atlas Khénifra, les supporters jettent des pierres sur les joueurs du Moghreb Tétouan à la suite d'un match catastrophique. À un quart d'heure de la fin, Aziz Khalouta entre en jeu dans une défaite de 2-3, et marque un doublé. 
En fin de saison 2017-2018, il est victime de corruption et de refus de paiement de salaire au Maroc, l'obligeant à quitter le pays pour retourner aux Pays-Bas. Pouvant faire son retour en D2 néerlandaise, il refuse à cause de sa mauvaise image dans le monde du football, à la suite de ses deux précédentes altercations dont il est auteur. Il poursuit sa carrière footballistique dans des clubs amateurs tels que De Treffers ou le RKSV Minor.